# 志村五郎
志村 五郎（しむら ごろう、1930年〈昭和5年〉2月23日 - 2019年〈令和元年〉5月3日）は、日本出身の数学者。プリンストン大学名誉教授。専門は整数論。静岡県浜松市出身。

## 業績
谷山–志村予想によるフェルマー予想解決への貢献、アーベル多様体の虚数乗法論の高次元化、志村多様体論の展開などで知られる。国際数学者会議に招待講演者として4回招聘されているほか、スティール賞、コール賞を受賞した日本を代表する数学者の一人。
また、趣味で中国説話文学を収集しており、中国文学に関しての著作も複数存在する。
2019年5月3日死去、89歳没。

## 略歴
- 旧制東京府立第四中学校、旧制第一高等学校理科甲類卒業。
- 1952年 - 東京大学理学部数学科卒業
- 1958年 - 博士号を取得[13]
- 1961年 - 大阪大学教授
- 1964年～1999年 - プリンストン大学教授[6]

## 受賞・講演歴
- 1958年 - 国際数学者会議招待講演（エジンバラ）[14][注釈 1]
- 1966年 - 国際数学者会議招待講演（モスクワ）[14]
- 1970年 - 国際数学者会議招待講演（ニース）[14]
- 1977年 - アメリカ数学会コール賞数論部門：[注釈 2]
- 1978年 - 国際数学者会議招待講演（ヘルシンキ）[14]
- 1991年 - 朝日新聞社朝日賞：整数論の研究[15]
- 1995年 - 藤原科学財団藤原賞：アーベル多様体の虚数乗法論と志村多様体の構成
- 1996年 - アメリカ数学会スティール賞（生涯の業績部門）：重要かつ広範な分野におよぶ数論幾何学と保型形式の業績に対して

## 著作

### 単著
数学
- 『数学をいかに使うか』筑摩書房〈ちくま学芸文庫 シ20-2 Math & Science〉、2010年12月8日。ISBN 978-4-480-09325-7。 - 文庫オリジナル書き下ろし第1弾。
- 『数学の好きな人のために　続・数学をいかに使うか』筑摩書房〈ちくま学芸文庫 シ20-3 Math & Science〉、2012年2月8日。ISBN 978-4-480-09439-1。 - 文庫オリジナル書き下ろし第2弾。
- 『数学で何が重要か』筑摩書房〈ちくま学芸文庫 シ20-4 Math & Science〉、2013年5月8日。ISBN 978-4-480-09534-3。 - 文庫オリジナル書き下ろし第3弾。
- 『数学をいかに教えるか』筑摩書房〈ちくま学芸文庫 シ-20-5 Math & Science〉、2014年8月6日。ISBN 978-4-480-09630-2。 - 文庫オリジナル書き下ろし第4弾。

文学、その他
- 「論文の書き方を恭しくしよう : 志村五郎氏のお話より」、東京大学、1966年。
- 「熊楠の漢文読解力--英文論文翻訳を読んで」『熊楠研究』第4号、南方熊楠顕彰会、田辺、2002年3月、228-232頁。-『熊楠研究』寄稿
- 『中国説話文学とその背景』筑摩書房〈ちくま学芸文庫 シ-20-1〉、2006年9月6日。ISBN 4-480-09007-X。
- 『記憶の切繪図』筑摩書房、2008年6月25日。ISBN 978-4-480-86069-9。ちくま学芸文庫、2021年9月。自伝。志村の関心を反映する「切り絵図」(花、動物、絵、料理、歌など) 数点を掲載。
- 『中国古典文学私選　凡人と非凡人の物語』明徳出版社、2008年10月。ISBN 978-4-89619-191-2。
- 『鳥のように』筑摩書房、2010年3月9日。ISBN 978-4-480-86071-2。- 自伝『記憶の切繪図』の続編

### 共著
- 谷山豊『近代的整数論』 2巻、共立出版〈現代数学講座〉、1956-1957。NDLJP:1380977。

- Serre, Jean Pierre; Weil, André (1983). Geometry and number theory : a volume in honor of André Weil. Johns Hopkins University Press.　アンドレ・ヴェイユ追悼

### 専門書
- Automorphic Functions and Number Theory. Lecture Notes in Mathematics. 54 (Paperback ed.). Springer. (1968). ISBN 978-3-540-04224-2
- Shimura, Goro (1971-03-31). INTRODUCTION TO THE ARITHMETIC THEORY OF AUTOMORPHIC FUNCTIONS. Iwanami syoten. ISBN 4-00-009759-8 - 保型関数の整数論的理論。プリンストン大学出版局からも出版された。
  -  Introduction to the Arithmetic Theory of Automorphic Functions (Paperback ed.). Princeton University Press. (1971-08-01). ISBN 978-0-691-08092-5 - 保型関数の整数論的理論。岩波書店からも出版された。
- Euler Products and Eisenstein Series. CBMS Regional Conference Series in Mathematics (Paperback ed.). American Mathematical Society. (1997-07-01). ISBN 978-0-8218-0574-9
- Abelian Varieties with Complex Multiplication and Modular Functions (Hardcover ed.). Princeton University Press. (1997-12-08). ISBN 978-0-691-01656-6
- Arithmeticity in the Theory of Automorphic Forms. Mathematical Surveys and Monographs (Paperback ed.). American Mathematical Society. (2000-08-22). ISBN 978-0-8218-2671-3
- Arithmetic and Analytic Theories of Quadratic Forms and Clifford Groups. Mathematical Surveys and Monographs (Hardcover ed.). American Mathematical Society. (2004-03-01). ISBN 978-0-8218-3573-9
- Elementary Dirichlet Series and Modular Forms. Springer Monographs in Mathematics (Hardcover ed.). Springer. (2007). ISBN 978-0-387-72473-7
  -  Elementary Dirichlet Series and Modular Forms. Springer Monographs in Mathematics (Paperback ed.). Springer New York. (2009-12-28). ISBN 978-1-4419-2478-0
- Arithmetic of Quadratic Forms. Springer Monographs in Mathematics (Hardcover ed.). Springer. (2010-07-15). ISBN 978-1-4419-1731-7

### 英語版
- The Story of Imari: The Symbols and Mysteries of Antique Japanese Porcelain (Hardcover ed.). Ten Speed Press. (2008-06-01). ISBN 978-1-58008-896-1
- The Map of My Life (Hardcover ed.). Springer. (2008-09-05). ISBN 978-0-387-79714-4 - 『記憶の切繪図』の英語版。
  -  The Map of My Life (Paperback ed.). Springer New York. (2009-12-28). ISBN 978-1-4419-2724-8

### 論文集
- Collected Papers. I: 1954-1965 (Hardcover ed.). Springer. (2002). ISBN 978-0-387-95406-6
- Collected Papers. II: 1967-1977 (Hardcover ed.). Springer. (2002). ISBN 978-0-387-95416-5
- Collected Papers. III: 1978-1988 (Hardcover ed.). Springer. (2003). ISBN 978-0-387-95417-2
- Collected Papers. IV: 1989-2001 (Hardcover ed.). Springer. (2003). ISBN 978-0-387-95418-9
- Collected Papers. V: 2002–2012 (Hardcover ed.). Springer. (2016). ISBN 978-3-319-32547-7